# Qhobeng Community
Qhobeng Community är en gemenskap i Lesotho.   Den ligger i distriktet Mohale's Hoek District, i den centrala delen av landet, 80 km sydost om huvudstaden Maseru.